# آنتونلا لوالدی
آنتونلا لوالدی (ایتالیایی: Antonella Lualdi؛ زادهٔ ۶ ژوئیهٔ ۱۹۳۱ – درگذشتهٔ ۱۰ اوت ۲۰۲۳) هنرپیشه اهل ایتالیا بود.

## فیلم‌شناسی
- ( Signorinella (۱۹۴۹
- پرنس روباهان (۱۹۴۹)
- (Abbiamo vinto! (۱۹۵۱
- (The Two Sergeants (۱۹۵۱
- (His Last Twelve Hours (۱۹۵۱
- (The Blind Woman of Sorrento (۱۹۵۲
- شنل (۱۹۵۲)
- چه شریرند مردان!
- کاستا دیوا (۱۹۵۴)
- (Chronicle of Poor Lovers (۱۹۵۴
- سرخ و سیاه (۱۹۵۴)
- (Wild Love (۱۹۵۵
- (Fathers and Sons (۱۹۵۷
- (One Life (۱۹۵۸
- (شوهران جوان (۱۹۵۸
- ( À double tour (۱۹۵۹
- (Appuntamento a Ischia (۱۹۶۰
- مغول‌ها (۱۹۶۱)
- Arrivano i titani (۱۹۶۲)
- بیا درباره زن‌ها حرف بزنیم (۱۹۶۴)
- (Hermann der Cherusker - Die Schlacht im Teutoburger Wald (۱۹۶۷
- (The Column (۱۹۶۸